# Visión de los vencidos

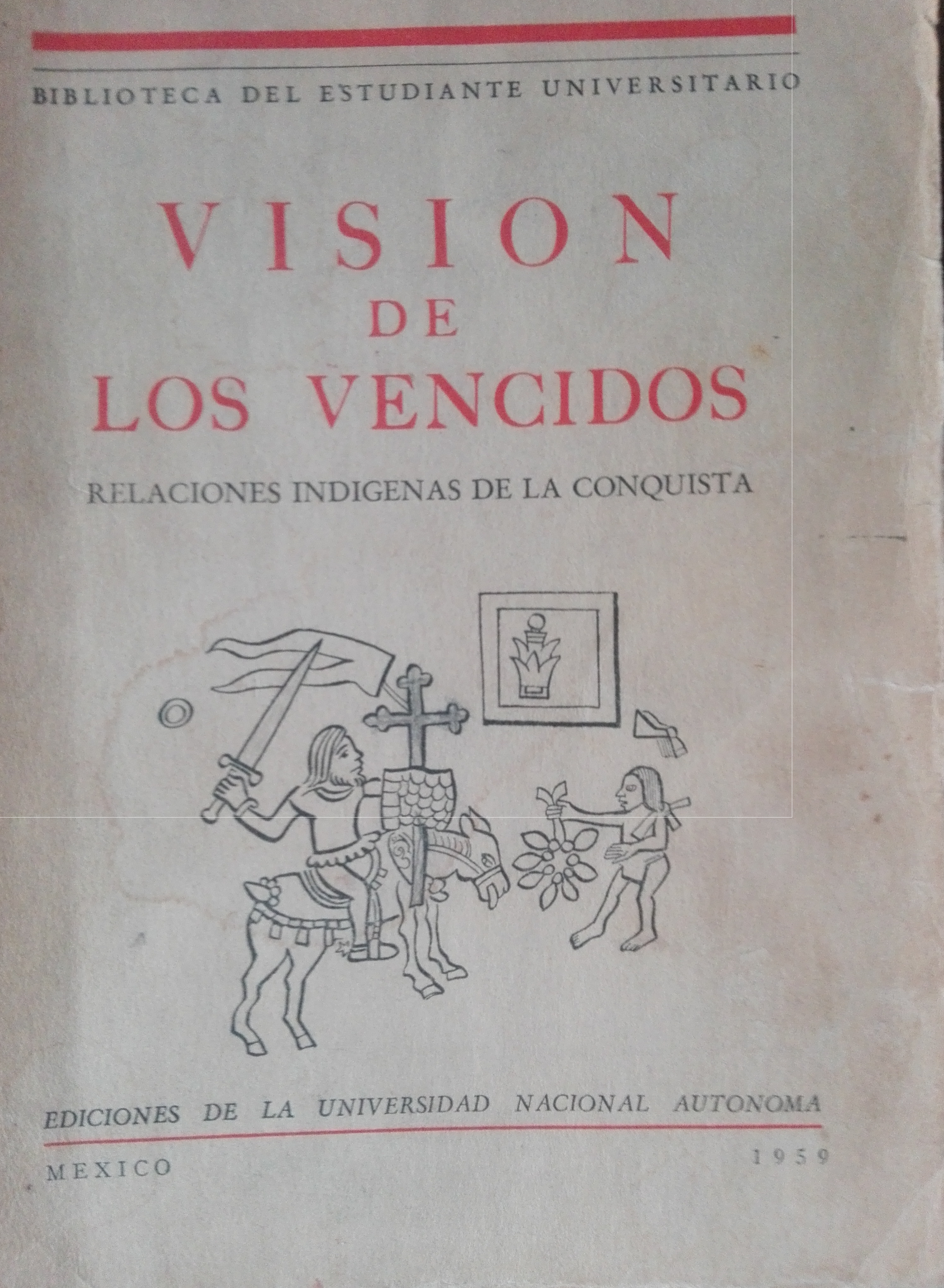
Visión de los vencidos: Relaciones indígenas de la Conquista (BEU, UNAM 1959)

Visión de los vencidos. Relaciones indígenas de la Conquista (etwa: Die Sicht der Besiegten. Berichte der indianischen Urbevölkerung über die Eroberung) ist ein Buch des mexikanischen Historikers Miguel León-Portilla (1926–2019), das von dem mexikanischen Priester und Nahuatl-Spezialisten Angel Maria Garibay K. (1892–1967) aus der Nahuatl-Sprache ins Spanische übersetzte Texte von Erzählungen über die Eroberung des Aztekenreiches durch die Spanier enthält.

## Einführung
Die Texte des Buches schildern die Eroberung Mexikos aus der Sicht der indianischen Urbevölkerung am Beispiel erhaltener Nahua-Aufzeichnungen. Es wurde erstmals 1959 auf Spanisch veröffentlicht. Es hat das Verdienst, die zumeist nur wenig bekannten Originalaufzeichnungen der Berichte über den tragischen Untergang des weiträumigen mittelamerikanischen Reiches zugänglich zu machen, wobei die Ereignisse aus der Perspektive der Azteken geschildert werden. Es enthält das Bild, das sich die Indianer von Tenochtitlán, Tlatelolco, Tezcoco, Chalco und Tlaxcala vom Kampf gegen die Eroberer und vom endgültigen Untergang der aztekischen Welt machten.
Auf Deutsch erschien das Buch unter dem Titel Rückkehr der Götter. Die Aufzeichnungen der Azteken über den Untergang ihres Reiches, herausgegeben von Miguel León-Portilla und ins Deutsche übersetzt von Renate Heuer. Die spanischen Konquistadoren hatten das hochkultivierte Reich der Azteken in der Zeit vom Karfreitag 1519 bis zum 13. August 1521 unterworfen. Hernán Cortés und seine Kriegsleute wurden dabei zunächst als „rückkehrende Götter“ empfangen, aber schon bald darauf als Feinde von den nur primitiv bewaffneten Azteken heftig bekämpft.
Miguel León-Portilla liefert auf der Grundlage einer Reihe von Berichten, die ab 1523 von Männern im Alter von etwa dreißig Jahren oder älter in der Nahuatl-Sprache verfasst wurden das Gegenstück zu dem, was Cortés, Díaz del Castillo, Aguilar und andere Konquistadoren schrieben. Die Herkunft dieser Texte ist im Großen und Ganzen die folgende: Anales de México y Tlatelolco, Anales Tepaneca, Anónimo Manuscrito de Tlatelolco, Historia de las Indias de la Nueva España de Fray Diego Durán, Cantares mexicanos, Códice Florentino usw.
Das Buch wurde in verschiedene Sprachen übersetzt.